# Afrodita Urània
Urània (en grec antic: Οὐρανία) era un epítet de la deessa grega Afrodita, que significa 'del cel' o 'espiritual', distingint-la del seu aspecte més terrenal, Afrodita Pandemos, 'Afrodita per a tothom'. Tots dos s'utilitzaven (principalment en la literatura) per diferenciar l'amor més celestial, de cos i ànima, de la luxúria purament física. Plató la representava com a filla del déu grec Úranos, concebuda i nascuda sense mare. No s'utilitzava vi en les libacions que se li oferien. Segons Heròdot, els àrabs anomenaven aquest aspecte de la deessa Alitta o Alilat (Ἀλίττα o Ἀλιλάτ).